# Nelson Tapia
Nelson Antonio Tapia Ríos (22 de setembre de 1966) és un exfutbolista xilè.

## Selecció de Xile
Va formar part de l'equip xilè a la Copa del Món de 1998.